# Gustaf Wilhelm af Tibell

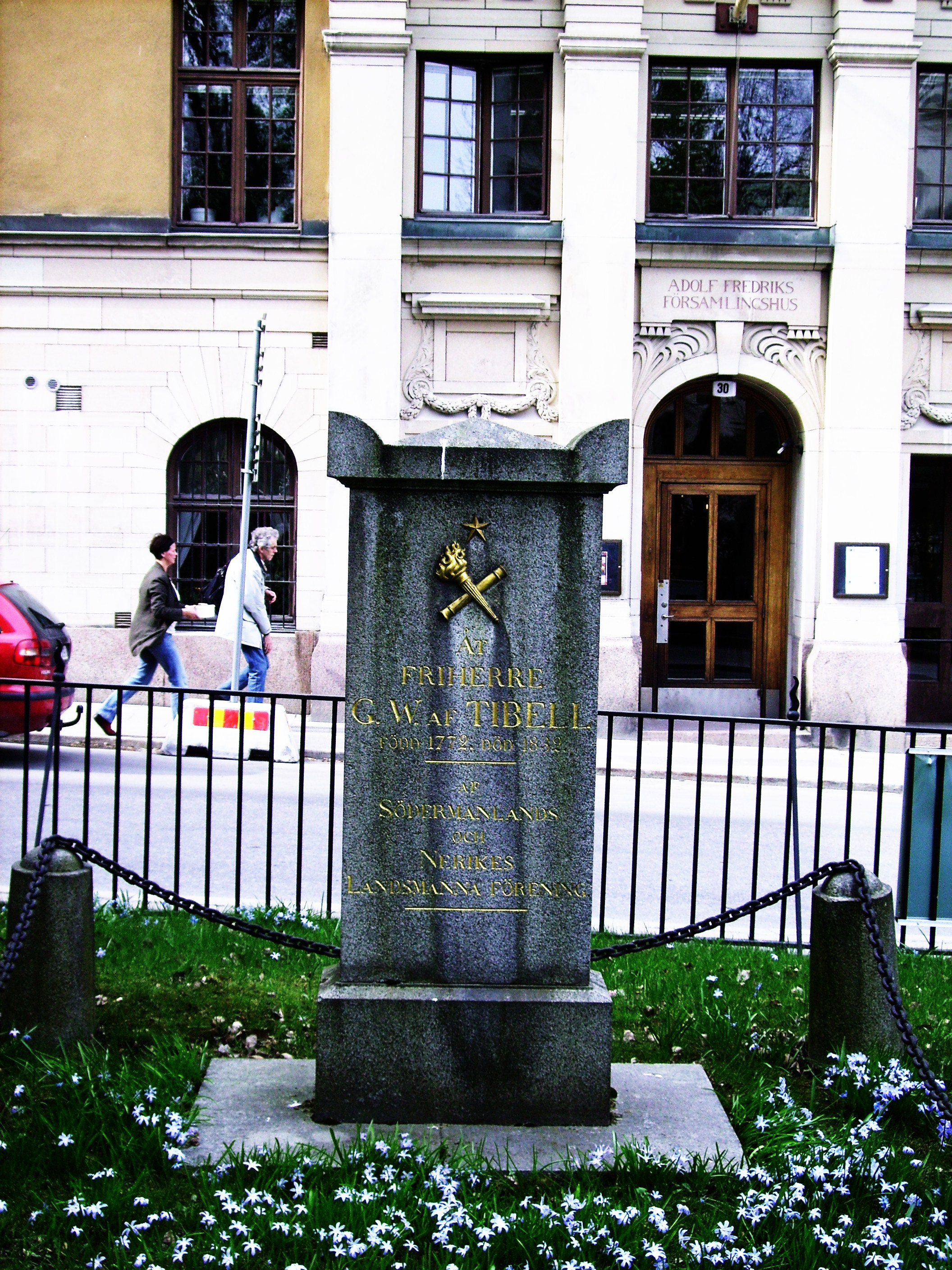
G.W. af Tibells grav på Adolf Fredriks kyrkogård.

Gustaf Wilhelm af Tibell, född 13 maj 1772 på Malma rusthåll i Lilla Malma socken i Södermanland, död 8 mars 1832 i Stockholm, var en svensk friherre, militär och militärteoretiker.

## Biografi
Gustaf Wilhelm af Tibell föddes i ett icke-adligt hem som son till Christoffer Johansson Tibell och Catharina Elisabeth, född Nordenfelt. Modern var dock adlig, och föräldrarna var sysslingar.
Tibell blev 8 oktober 1779 inskriven som volontär vid Södermanlands infanteriregemente, och befordrades den 7 juni 1788 till Rustmästare där. Den 28 maj 1789 blev han furir med indelning vid Södermanlands regemente. Han bevistade finska kriget 1788–90 och var därunder bland annat med i den skarpa träffningen vid Keltis baracker den 20 maj 1790 samt erhöll då silvermedalj för tapperhet i fält den 24 april 1791 befordrades han till underlöjtnant vid Södermanlands regementes artilleriinrättning och 27 oktober 1792 förordnades han till kompaniofficer vid Kungliga krigsakademien på Karlberg. Han befordrades 19 oktober 1794 till löjtnant i armén och 26 januari 1795 till stabskapten vid Jämtlands regemente. Den 26 mars 1798 begärde han avsked från krigsakademien och reste utomlands, där han den 14 juli samma år trädde i fransk tjänst vid generalstaben i Italien.

### Internationell karriär
Tibell symboliserade de täta förbindelserna mellan svensk militär och Frankrike, den svenska arméofficerskårens andra hemland. Han studerade i Frankrike, och var ingenjörskapten i franska armén; han stationerades i generalstaben hos franska armén i Italien. Han deltog som generalstabsofficer i den franska operationen i Norditalien 1798-1801, och utnämndes 23 oktober 1799 till generaladjunkt. Den 9 juli 1801 blev han kommenderande generaladjuntant och befälhavare över den italienska lantmäterikåren samt chef för krigsarkivet i Milano. Han blev brigadgeneral 29 juni 1803 vid italienska armén, men kallades senare samma år till Sverige där han 6 augusti blev generaladjutant samt överstelöjtnant i svenska armén.

### I Sverige
Tibell var den mest drivande kraften bakom tillkomsten av Krigsmannasällskapet, genom att han 1797 valdes till arbetande ledamot och deras första sekreterare. I Sverige var Tibell en av de drivande krafterna bakom inrättandet av Fältmätningskåren 1805 efter fransk/italiensk förebild, där ett arkiv ingick. Han utsågs till Fältmätningskårens chef, och blev även chef för Ingenjörkåren (1811-1812), som var en sammanslagning av Fältmätningskåren och Fortifikationen. Han blev överstelöjtnant; ledamot av Krigsvetenskapsakademien i Milano; ledamot av Vetenskapsakademien 24 april 1803; 8 maj 1803 major i svenska armén och överadjutant hos kungen; ordförande i krigshovrätten; president i Krigskollegium och generallöjtnant. 
Tibell sammanställde 1793-94 uppgifter om artillerivetenskap i tre band. I Försök till Lärobok i Artilleri Wetenskap, lämpad för dem som äro destinerade till infanteri- och kavalleriofficerare framträder Tibells syn på vad som utgör krigsvetenskapens kärna, nämligen vapnens tekniska utveckling.

## Adelskap
Gustaf Wilhelm af Tibell adlades 1 mars 1805 - introducerades på Riddarhuset den 4 september samma år - och antog då namnet af Tibell, samt upphöjdes till friherre 1827. Han gifte sig första gången 27 september 1799 med Carolina Mariana de Ferrand, dotter till en överste i franska armén, Charles Louis de Ferrand. De skilde sig 1816. I det äktenskapet föddes fyra barn varav två överlevde: Napoleon af Tibell och Wilhelmina af Tibell. Han gifte om sig med kusindottern Sofia Albertina Cederling vars mor hette Tibell. I det äktenskapet föddes Charlotte af Tibell. Gustaf Wilhelm af Tibell ligger begravd i familjegraven på Adolf Fredriks kyrkogård i Stockholm.
Den 21 februari 1826 blev Tibell hedersledamot av Kungliga Vitterhets Historie och Antikvitets Akademien.